# 아들의 연인
《아들의 연인》(Memories in March)은 산조이 나그 감독의 2010년 인도 드라마 영화이다. 딥티 나발, 리투파르노 고쉬, 라이마 센이 출연합니다. 이 영화는 아들을 잃은 어머니가 돌아가신 아들의 성 정체성을 받아들이는 과정을 효과적으로 그려낸 작품이다. 2011년 4월 1일 개봉했다.

## 구성
델리에 거주하는 아라티 미슈라는 미국에 거주하는 남편 수레쉬와 이혼한 날이 자신의 인생 최악의 날이라고 생각했지만, 콜카타에 거주하는 아들 시다르타가 교통사고로 사망했다는 소식을 듣고 그 생각이 바뀐다. 그녀는 아들의 죽음을 확인하기 위해 콜카타로 향하고, 공항에서 아들의 직장 동료인 사하나 초우두리가 그녀를 마중 나온다. 아라티는 샤하나와 함께 화장터까지 향하고, 아들의 화장을 마친 후, 그녀는 아들이 살았던 게스트하우스로 가서 아들이 파티에 참석해 많은 양의 술을 마신 후, 운전을 고집하다 사고로 숨졌다는 이야기를 전해 듣는다. 다음 날, 아라티는 샤하나와 함께 아들의 직장을 방문하여 직원들과 인사를 나누고 몇 가지 서류에 서명하지만, 아들의 유품을 가져가지 못하게 되자 큰 충격을 받고 마음이 상한다. 그녀는 아들이 음주운전을 하도록 내버려 둔 사무실 직원들을 비난하며 분노하지만, 곧 아들에게는 자신이 몰랐던 비밀스러운 삶이 있었다는 사실을 알게 되면서 더 큰 충격을 받게 된다. 나중에 그녀는 오르누브가 아들을 유혹하여 이런 일을 저질렀다고 비난하지만, 점차 아들이 오르누브를 진심으로 사랑했다는 사실을 이해하게 된다.

## 출연진
- 아라티 미슈라 역의 디프티 나발
- 오르놉 미트라 역의 리투파르노 고쉬
- 사하나 초우두리 역의 라이마 센
- 라자트 강굴리 Rajat Ganguly 사하나의 아버지 역
- 수치타 로이 초더리 Suchita Roy Chaudhury 사하나의 어머니 역
- 공항의 여성 역의 아냐 초드리(Ananya Chowdhury로 청구됨)
- Kunal Padhy 공항의 남자 역 (Kunal Padhi로 청구됨)
- 람라탄 역의 프라딥 로이
- 부다데프 차크라보티 Buddhadev Chakraborty 카림 역
- 광고 대행사 CEO, Abeer Chakraborty
- CEO 비서 Ekavali Khanna
- Niladri Chatterjee 새로운 훈련생 역
- 비카스 역의 만지트 무케르지
- 시다르타의 목소리 역의 드루브 무케르지(드루브 무케르지 역)
- 마이낙 바우믹(성우)

## 수상
제58회 인도 국가영화상(National Film Awards)
- 영어 최우수 작품상 수상

딥티 나발은 2012년 스페인 이매진인디아 영화제(ImagineIndia Film Festival)에서 여우주연상 수상했다.

## 참고문헌
1. ↑  Chettiar, Blessy. “'Memories In March' could have been memorable” (영어). 2025년 6월 9일에 확인함.
2. ↑  Hazra, Saonli. “A Tribute to Rituparno Ghosh, the Filmmaker Who Humanised Same-Sex Relationships” (영어). The Wire. 2025년 6월 9일에 확인함.
3. ↑  “A gutsy filmmaker whose craft transcended the confines of region”. 《The Hindu》 (영어). 2013년 5월 30일. ISSN 0971-751X. 2025년 6월 9일에 확인함.
4. ↑  “Imagineindia Film Festival 2012” (영어). 2025년 6월 9일에 확인함.